# Dahan-e Falezak
Dahan-e Falezak (persiska: دهن فلیزک), även kallad Shahrak, är en ort i Afghanistan, i provinsen Ghor. Den är administrativt centrum för distriktet Shahrak.